# Пйотр Малаховський (легкоатлет)
Пйо́тр Малахо́вський  (пол. Piotr Małachowski, 7 червня 1983) — польський легкоатлет, що спеціалізується в метанні диска, олімпійський медаліст, чемпіон та призер чемпіонатів світу, чемпіон Європи, переможець та призер командних чемпіонатів Європи, переможець Діамантової ліги 2010 року.
Особистий рекорд — 71 м 84 см.

## Виступи на Олімпіадах
| Олімпіада   | Дисципліна    | Місце |
| ----------- | ------------- | ----- |
| Пекін 2008  | метання диска | 2     |
| Лондон 2012 | метання диска | 5     |
| Ріо 2016    | метання диска | 2     |